# Aurélien (Vorname)
Aurélien [o.ʁe.ljɛ̃] ist ein männlicher Vorname.

## Herkunft und Bedeutung
Aurélien ist die französische Form des lateinischen Cognomens Aurelianus.

## Verbreitung
Der Name Aurélien ist in erster Linie in Frankreich verbreitet. Zu Beginn des 20. Jahrhunderts war er dort mäßig beliebt. In den 1940er Jahren sank seine Popularität, bis er in den 1960er Jahren nur noch ausgesprochen selten vergeben wurde. In den 1970er Jahren nahm die Beliebtheit des Namens stark zu. Im Jahr 1976 trat er erstmals in die Top-100 der Vornamenscharts ein. Von 1979 bis 1999 zählte er zu den 50 meistgewählten Jungennamen. Nachdem der Name im Jahr 2007 die Top-100 verlassen hatte, nahm seine Beliebtheit stark ab, sodass er im Jahr 2021 nur noch Rang 416 der Vornamenscharts belegte.
Auch in Belgien und der Schweiz ist der Name geläufig. In der Schweiz belegte er im Jahr 2021 Rang 448 der Vornamenscharts.

## Varianten
Seltener kommt der Name in der Variante Aurelien vor.
Für weitere Varianten: siehe Aurelia (Vorname)#Varianten

## Namensträger
- Aurélien Barrau (* 1973), französischer Astrophysiker
- Aurélien Bouly (* 1978), französischer Jazz- und Fusionmusiker (Gitarre, Drumcomputer)
- Aurélien Chedjou (* 1985), kamerunischer Fußballspieler
- Aurélien Clerc (* 1979), Schweizer Radrennfahrer
- Aurélien Duval (* 1988), französischer Radrennfahrer
- Aurélien Faivre (* 1978), französischer Fußballspieler
- Aurélien Joachim (* 1986), luxemburgischer Fußballspieler mit belgischen Wurzeln
- Aurélien-Marie Lugné-Poe (1869–1940), französischer Schauspieler, Regisseur und Bühnenbildner
- Aurélien Miralles (* 1978), französischer Herpetologe
- Aurélien Montaroup (* 1985), französischer Fußballspieler
- Aurélien Panis (* 1994), französischer Automobilrennfahrer
- Aurélien Paret-Peintre (* 1996), französischer Radrennfahrer
- Aurélien Raphaël (* 1988), französischer Triathlet
- Aurélien Recoing (* 1958), französischer Schauspieler
- Aurélien Sauvageot (1897–1988), französischer Finnougrist, Romanist und Sprachwissenschaftler
- Aurélien Scholl (1833–1902), französischer Journalist und Schriftsteller
- Aurélien Taché (* 1984), französischer Politiker (La République En Marche)
- Aurélien Wiik (* 1980), französischer Schauspieler